# La Combattante (L19)
«Ла Комбаттанте» (L19) (англ. La Combattante (L19) — військовий корабель, ескортний міноносець типу «Хант» «III» підтипу Королівського військово-морського флоту Великої Британії та ВМС Вільної Франції за часів Другої світової війни.
«Ла Комбаттанте» закладений 16 січня 1941 року на верфі компанії Fairfield Shipbuilding and Engineering Company у Говані. 27 квітня 1942 року він був спущений на воду, а 30 грудня 1942 року увійшов до складу
Ескортний міноносець «Ла Комбаттанте» брав участь у бойових діях на морі в Другій світовій війні, бився у Північній Атлантиці, супроводжував транспортні конвої союзників.

## Історія служби
23 березня 1943 року «Ла Комбаттанте» здійснив свій перший бойових вихід, супроводжаючи конвой у Ла-Манші. Він врятував 68 моряків із судна типу «Ліберті» «Stell Traveler» після того, як той наразився на міні.
29 травня 1943 року екіпаж французького міноносця врятував британський та австралійський екіпажі; у вересні 1943 року він врятував двох збитих британських льотчиків.
У ніч з 25 на 26 квітня 1944 року «Ла-Комбаттенте» та фрегат «Роулі» перехопили групу німецьких швидкісних катерів типу S-boot; «Ла Комбаттанте» вдалося потопити S-147 і пошкодити ще один корабель німців. У ніч з 12 на 13 травня «Ла Комбаттанте» знищив S-141, на якому загинув Клаус Деніц, син адмірала Деніца.
23 лютого 1945 року внаслідок вибуху «Ла-Комбаттенте» розколовся навпіл, і швидко потонув, з 181 члена екіпажу вижило 117. Союзники оголосили, що корабель був потоплений унаслідок підриву на міні. З німецької сторони бюлетень Крігсмаріне заявив, що «Ла-Комбаттенте» був знищений о 10:28 ранку 24 лютого двома торпедами, випущеними U-5330, німецьким надмалим підводним човном типу «Зеєгунд», яким командував лейтенант Клаус Спарбродт, приблизно на 8 км біля берега Саут-Фолл. Спарбродта нагородили за його нібито успіх. Насправді потоплений Спарбродтом корабель був британським кабельним укладальником CS Alert.